# Пі-спіраль

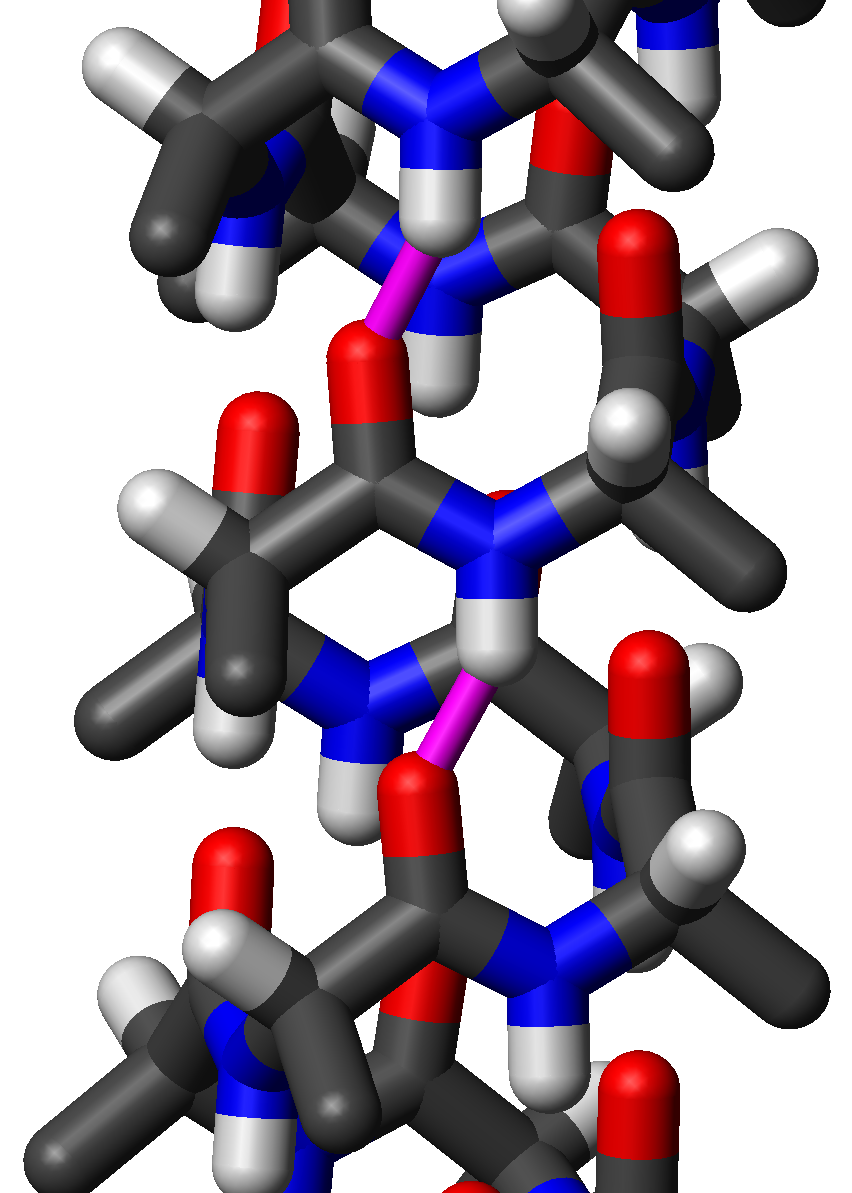
Вигляд збоку атомарної структури типової π-спіралі, що складається із залишків L-аланіну. Два водневих зв'язки до тієї ж самої пептидної групи виділені червоно-аніліновим кольором, відстань між атомами водню і кисню становить 1,65 Å. Ланцюжки білка направлені вгору, тобто їх N-кінець знаходиться знизу, а C-кінець вгорі. Відзначте, що бічні ланцюжки направлені злегка вниз, тобто у напрямку до N-кінця.

Пі-спіраль (або π-спіраль) — вид вторинної структури, що інколи утворюється в білках.

## Звичайна структура
Амінокислоти в звичайній π-спіралі влаштовуються в правосторонній спіральній структурі. Кожна амінокислота відповідає повороту спіралі на 87° (тобто, спіраль має 4,1 залишків на виток), і має довжину 1,15 Å (=0,115 нм) уздовж осі спіралі. Важливою особливістю структури є те, що аміногрупа однієї амінокислоти формує водневий зв'язок з C=O групою амінокислоти на п'ять залишків раніше, ці повторні i+5→i водневі зв'язки визначають π-спіраль. Подібні структури включають 310-спіраль (i+3→i водневий зв'язок) і α-спіраль (i+4→i водневий зв'язок).

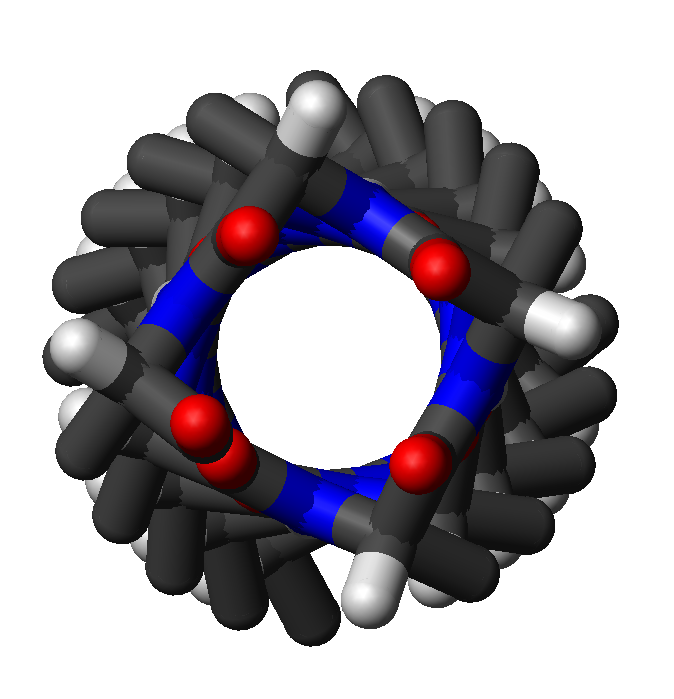
Вид зверху тт-спіралі. Чотири карбоксильні групи, що указують вгору в напрямку до глядача, розташовані приблизно під кутом 87° одна відносно одної на крузі, відповідаючи 4,1 амінокислотним залишкам на оберт спіралі.

Залишки в π-спіралях зазвичай прийміть (φ, ψ) двогранний кут (-55°, -70°). Більш загалом, вони приймають двогранні кути таким чином що кут ψ одного залишку і кут φ наступного мають суму приблизно −125°. Для порівняння, сума відповідних кутів для 310-спіралі становить близько −75°, тоді як для α-спіралі становить близько 105°. Загальна формула для куту обертання Ω на залишок будь-якої поліпептидної спіралі з трансізомерами задається рівнянням:
{\displaystyle 3\cos \Omega =1-4\cos ^{2}\left[\left(\phi +\psi \right)/2\right]}

## Лівозакручена структура
В принципі, можлива лівозакручена версія π-спіралі, змінюючи знак двогранного куту (φ, ψ) на (55°, 70°). Ця псевдо-"дзеркальна" спіраль має приблизно те ж число залишків на оборот (4,1) і крок спіралі 1,5 Å. Проте ця структура не є дійсним дзеркальним відображенням, тому що амінокислотні залишки все ще мають ліву хіральність. Довга лівозакручена π-спіраль навряд чи спостерігається в білках, тому що серед природних амінокислот тільки гліцин здатний приймати позитивний кут φ.